# Ornebius aureus
Ornebius aureus är en insektsart som beskrevs av Sigfrid Ingrisch 2006. Ornebius aureus ingår i släktet Ornebius och familjen Mogoplistidae. Inga underarter finns listade i Catalogue of Life.